# 波耶
波耶（法語：Poilley，法語發音：[pɔjɛ]）是法国芒什省的一个市镇，属于阿夫朗什区。

## 地理
波耶（48°37'6"N, 1°18'36"W）面积12.65 平方千米，位于法国诺曼底大区芒什省，该省份为法国西北部沿海省份，西、北、东北三面环大西洋，东起顺时针与卡爾瓦多斯省、奧恩省、马耶讷省和伊勒-维莱讷省接壤。
与波耶接壤的市镇（或旧市镇、城区）包括：圣康坦叙勒奥姆、迪塞-莱谢里、瑞耶、蓬托博、圣欧班德泰尔加特。
波耶的时区为UTC+01:00、UTC+02:00（夏令时）。

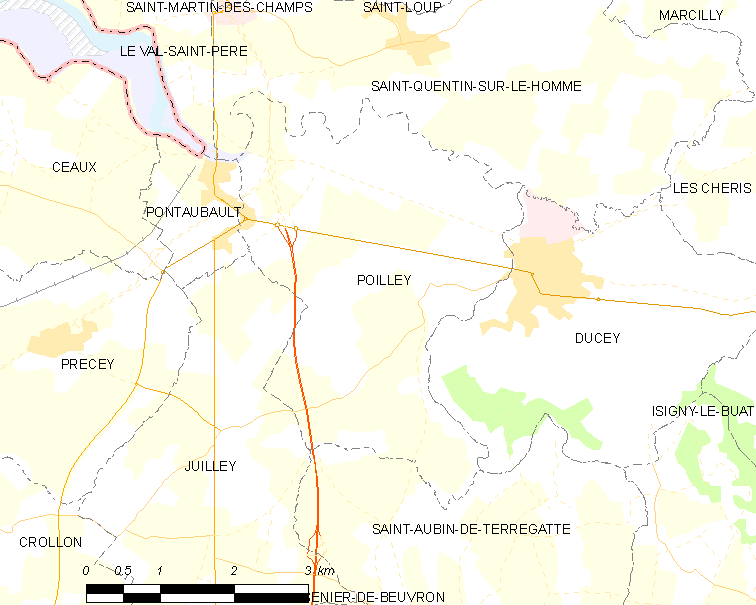
波耶的OSM定位图

## 行政
波耶的邮政编码为50220，INSEE市镇编码为50407。

## 政治
波耶所属的省级选区为蓬托尔松县。

## 人口

1962-2008年间波耶人口变化图示

波耶于2022年1月1日时的人口数量为968人。